# Binocle

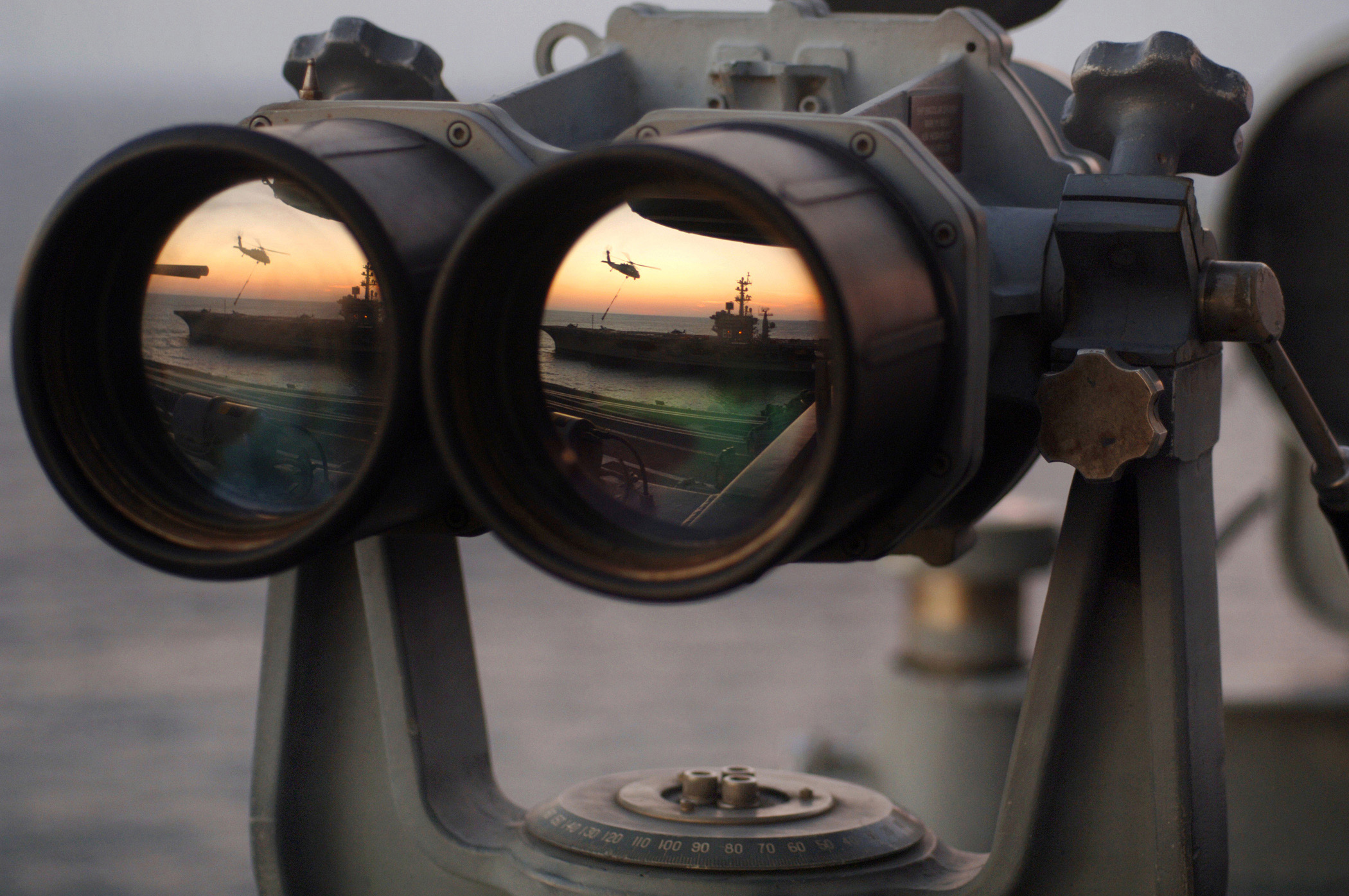
Uns enormes binocles usats a l'Armada

El binocle (mot usat generalment en plural, binocles) és un instrument òptic usat per a ampliar la imatge dels objectes distants que hom observa, igual que el monocle i el telescopi, però, a diferència d'aquests, provoca l'efecte d'estereoscòpia en la imatge, i per això és més còmode com a mitjà d'apreciar la distància entre objectes distants, així com per a jutjar i seguir objectes en moviment. Els binocles són coneguts també com a prismàtics en la parla quotidiana.
Són dos telescopis refractors muntats un al costat de l'altre i alineats per apuntar en la mateixa direcció, permetent a l'espectador utilitzar els dos ulls (visió binocular) quan mira objectes llunyans. La majoria dels prismàtics tenen una mida per subjectar-se amb les dues mans, tot i que les mides varien molt des d'ulleres d'òpera fins a grans models militars muntats en pedestals.
A diferència d'un telescopi (monocular), els prismàtics ofereixen als usuaris una imatge tridimensional : cada ocular presenta una imatge lleugerament diferent a cadascun dels ulls de l'espectador i la paral·laxi permet que l'escorça visual generi una impressió de profunditat

## Dissenys òptics

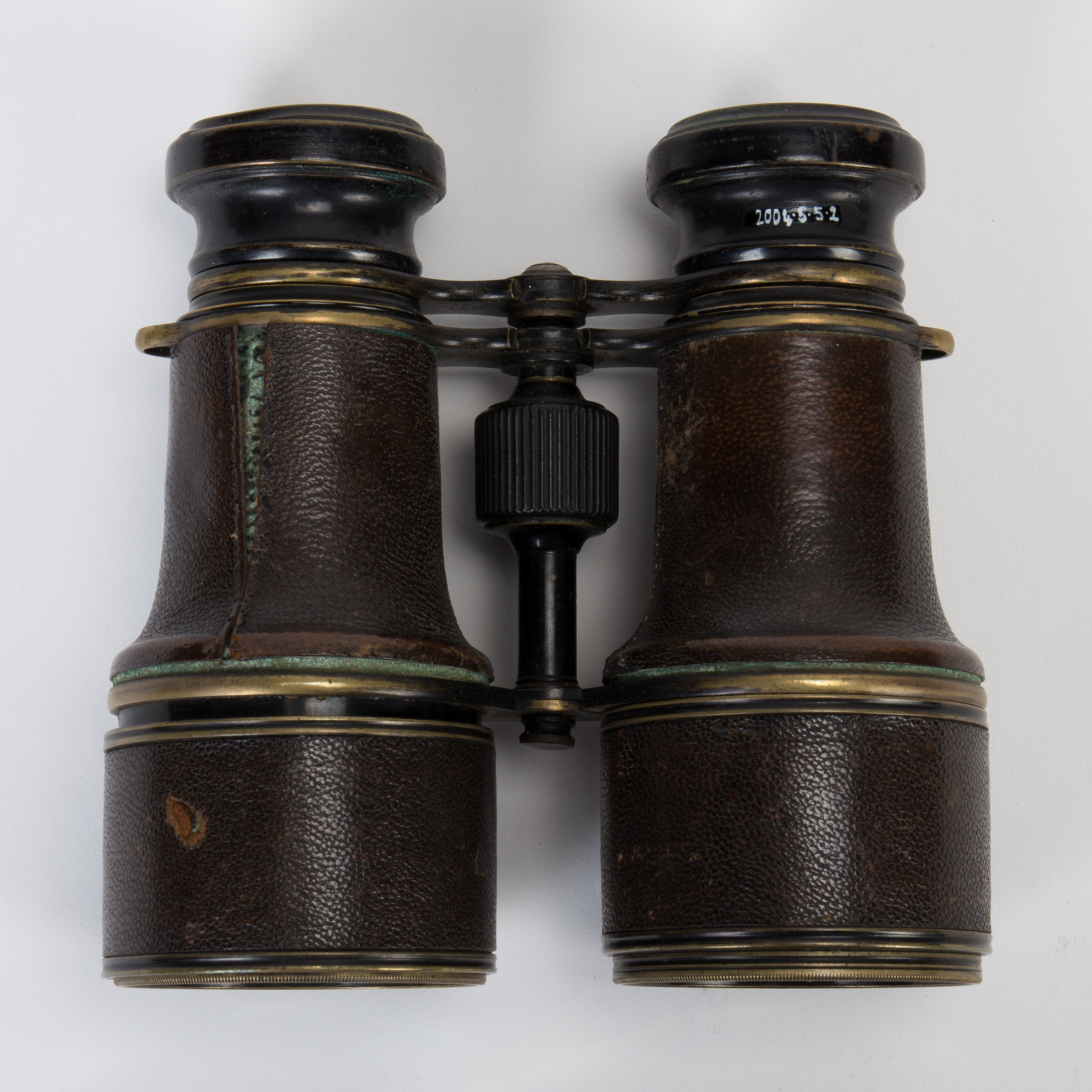
prismàtics galileans

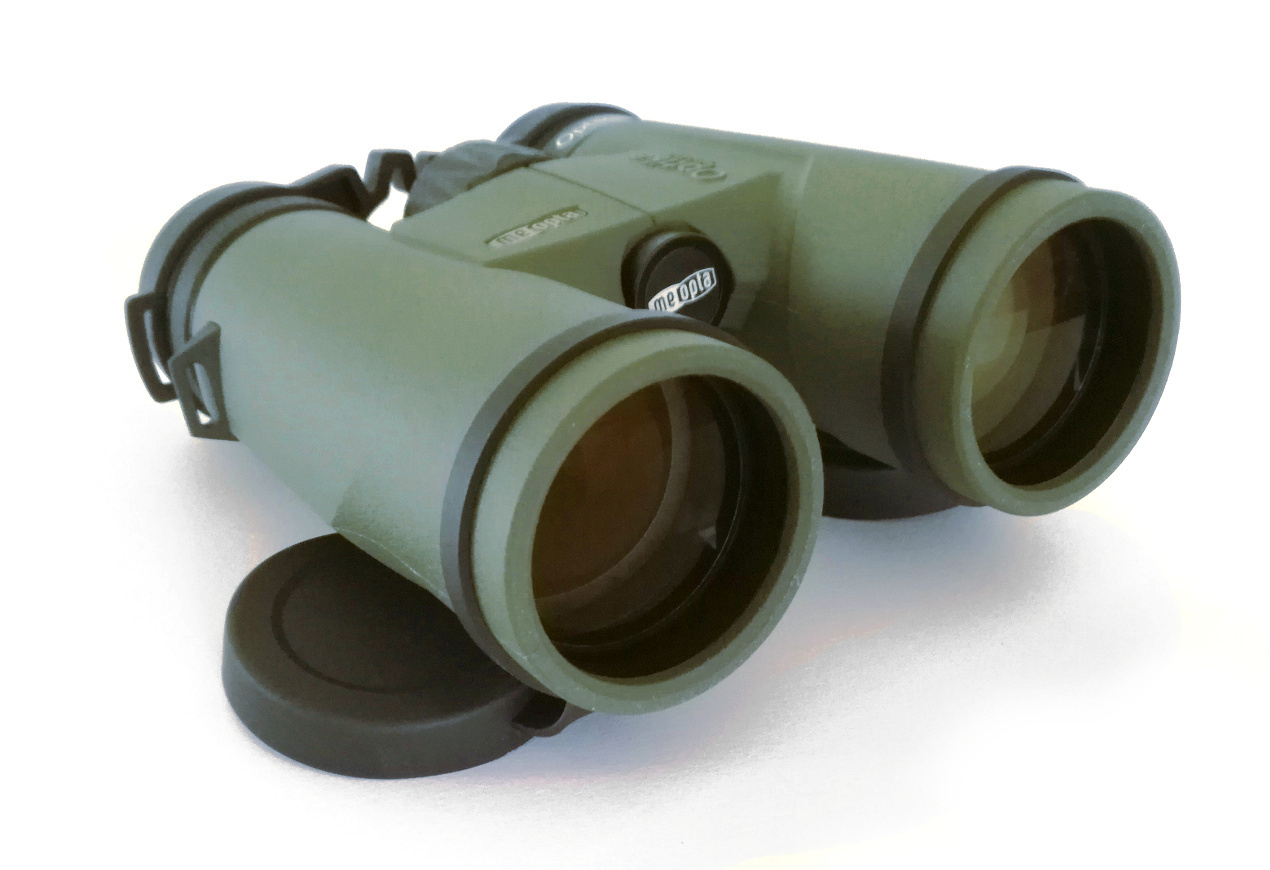
Prismàtics de prisma de sostre de 8 × 42 amb protector contra la pluja i tapes de lents obertes

### Galileà
Gairebé des de la invenció del telescopi al segle XVII sembla que s'han explorat els avantatges de muntar-ne dos un al costat de l'altre per a la visió binocular. La majoria dels primers prismàtics utilitzaven òptica galileana ; és a dir, utilitzaven un objectiu convex i una lent ocular còncava. El disseny galileà té l'avantatge de presentar una imatge erecta però té un camp de visió estret i no és capaç d'ampliar-se molt.
Aquest tipus de construcció encara es fa servir en models molt econòmics i en ulleres d'òpera o de teatre. El disseny galileà també s'utilitza en lupes binoculars quirúrgiques i de joieria de baix augment perquè poden ser molt curtes i produir una imatge vertical sense òptiques d'erecció extra o inusuals, reduint la despesa i el pes total. També tenen pupil·les de sortida grans, cosa que fa que el centratge sigui menys crític, i el camp de visió estret funciona bé en aquestes aplicacions. Normalment es munten en un marc d'ulleres o s'ajusten a les ulleres.

### Keplerià
Una imatge millorada i un augment més alt s'aconsegueix en prismàtics que utilitzen òptica kepleriana, on la imatge formada per la lent objectiu es veu a través d'una lent ocular positiva (ocular). Com que la configuració Kepleriana produeix una imatge invertida, s'utilitzen diferents mètodes per girar la imatge cap amunt.

#### Lents inversores

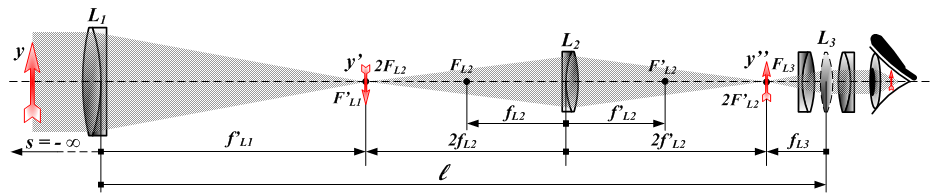
Secció transversal d’un conjunt amb una lent inversora.Sistema 1.

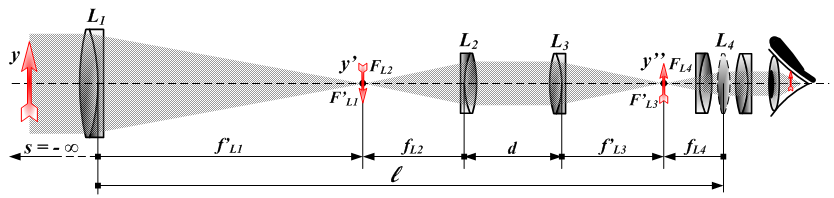
Secció transversal d’un conjunt amb dues lents inversores. Sistema 2.

En els binocles aprismàtics amb òptica kepleriana (que de vegades s'anomenaven "telescopis bessons"), cada tub té una o dues lents addicionals (lent de relé) entre l'objectiu i l'ocular. Aquestes lents s'utilitzen per adreçar la imatge. Els prismàtics amb lents inversores tenien un greu inconvenient: són massa llargs. Aquests binocles eren populars a la dècada de 1800 (per exemple, els models G.& S. Merz). Els prismàtics dels "telescopis bessons" de Kepler i eren òpticament i mecànicament difícils de fabricar, però van trigar fins a la dècada de 1890 a substituir-los amb una millor tecnologia basada en prismes.

#### Prisma
Els prismes òptics afegits al disseny van permetre la visualització de la imatge de la manera correcta sense necessitat de tantes lents i van reduir la longitud total de l'instrument, normalment utilitzant sistemes de prismes de sostre o prismes de Porro. L'inventor italià d'instruments òptics Ignazio Porro va treballar durant la dècada de 1860 amb Hofmann a París per produir monoculars utilitzant la mateixa configuració de prisma que s'utilitza en els prismàtics de prisma Porro moderns. A la Fira de Viena de 1873, el dissenyador òptic i científic alemany Ernst Abbe va mostrar un telescopi prismàtic amb dos prismes Porro cimentats. Les solucions òptiques de Porro i Abbe eren teòricament sòlides, però els sistemes de prismes emprats van fallar a la pràctica principalment a causa de la qualitat del vidre insuficient.

##### De Porro

Disseny de doble prisma Porro

Els prismàtics de prisma de Porro porten el nom d'Ignazio Porro, que va patentar aquest sistema de muntatge d'imatges el 1854. El perfeccionament posterior d'Ernst Abbe i la seva cooperació amb el científic del vidre Otto Schott i el fabricant d'instruments Carl Zeiss van donar lloc el 1894 a la introducció comercial de prismàtics "moderns" de prisma de Porro per part de l'empresa Carl Zeiss. Els prismàtics d'aquest tipus utilitzen un parell de prismes de Porro en una configuració en forma de Z per aixecar la imatge. Això dona com a resultat uns prismàtics amples, amb lents objectius ben separats i desplaçats dels oculars, donant una millor sensació de profunditat. Els dissenys de prismes de Porro tenen l'avantatge afegit de plegar el camí òptic de manera que la longitud física dels prismàtics sigui menor que la distància focal de l'objectiu. Els prismàtics de prismes de Porro es van fer de tal manera que erigien una imatge en un espai relativament petit, per tant, els prismàtics amb prismes van començar d'aquesta manera.

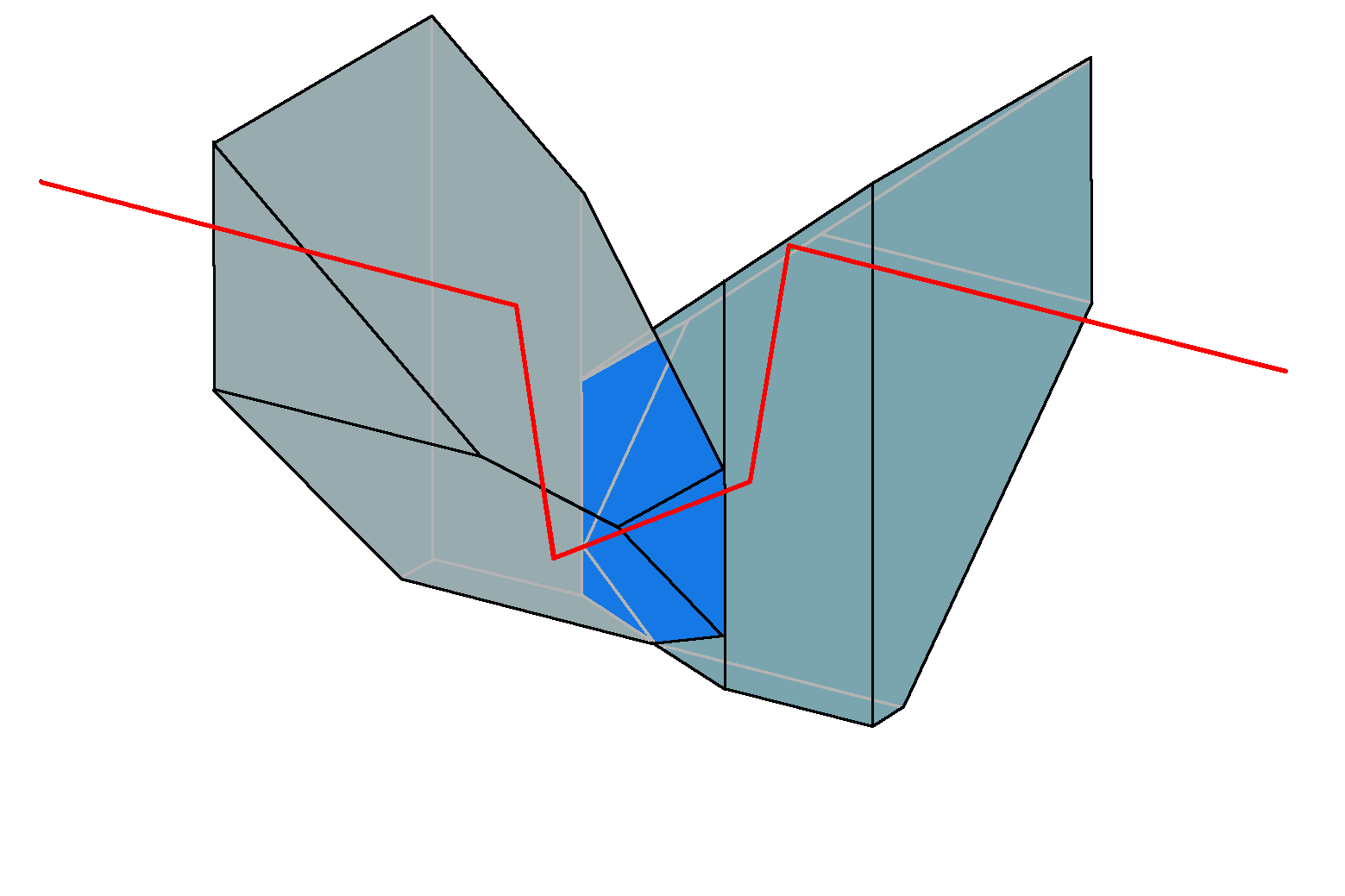
Prisma Perger.

Els prismes de Porro requereixen normalment en 10 minuts d'arc (16 grau) toleràncies per a l'alineació dels seus elements òptics (col·limació) a la fàbrica. De vegades, els prismàtics de prismes de Porro necessiten que els seus prismes es tornin a alinear per posar-los en col·limació. Els prismàtics de disseny de prismes Porro de bona qualitat solen tenir uns 1.5 mil·limetres (0.06 in) solcs profunds o entalls de terra a l'amplada del centre de la cara de la hipotenusa dels prismes, per eliminar la qualitat de la imatge reduint els reflexos abaxials que no formen imatge. Els prismàtics de prisma de Porro poden oferir un bon rendiment òptic amb relativament poc esforç de fabricació i com que els ulls humans estan ergonòmicament limitats per la seva distància interpupil·lar, el desplaçament i la separació de lents objectius de gran (60 + mm d'ample) i els oculars esdevenen un avantatge pràctic en una òptica estereoscòpica. producte.
A principis dels anys 2020, la quota de mercat comercial dels prismàtics de tipus prisma Porro s'havia convertit en la segona més nombrosa en comparació amb altres dissenys òptics de tipus prisma.
Hi ha sistemes alternatius basats en prismes de Porro disponibles que troben aplicació en prismàtics a petita escala, com el prisma Perger que ofereix un desplaçament axial significativament reduït en comparació amb els dissenys tradicionals de prismes de Porro.

##### De sostre

Disseny de prismes "sostre" Schmidt-Pechan

Els prismàtics de prismes de sostre poden haver aparegut ja a la dècada de 1870 en un disseny d'Achille Victor Emile Daubresse. El 1897 Moritz Hensoldt va començar a comercialitzar prismàtics de prismes de sostre basats en pentaprismes.
La majoria dels prismàtics de sostre utilitzen el prisma Schmidt-Pechan (inventat el 1899) o el prisma Abbe-Koenig (anomenat així en honor a Ernst Karl Abbe i Albert König i patentat per Carl Zeiss el 1905) per aixecar la imatge i plegar el camí òptic. Tenen lents objectius que estan aproximadament en línia amb els oculars.
Els prismàtics amb prismes de sostre s'utilitzen en gran manera des de la segona meitat del segle xx. Els dissenys de prismes de sostre donen lloc a lents objectius gairebé o totalment en línia amb els oculars, creant un instrument més estret i compacte que els prismes de Porro i més lleuger. També hi ha una diferència en la brillantor de la imatge. Els prismàtics de prisma de Porro i Abbe-Koenig produiran inherentment una imatge més brillant que els prismàtics de prisma de sostre Schmidt-Pechan de la mateixa ampliació, mida objectiva i qualitat òptica, perquè el disseny de prisma de sostre Schmidt-Pechan empra superfícies recobertes de mirall que reduir la transmissió de la llum.

Disseny de prismes "sostre" Abbe-Koenig

En els dissenys de prismes de sostre, els angles del prisma òpticament rellevants han de ser correctes en 2 segons d'arc (11,800 d'1 grau) per evitar veure una imatge doble obstructiva. Mantenir toleràncies de producció tan ajustades per a l'alineació dels seus elements òptics mitjançant làser o interferències (col·limació) a un preu assequible és un repte. Per evitar la necessitat d'una posterior col·limació, els prismes s'alineen generalment a la fàbrica i després es fixen permanentment a una placa metàl·lica. Aquests complicats requisits de producció fan que els prismàtics de prisma de sostre d'alta qualitat siguin més costosos de produir que els prismàtics de prisma de Porro de qualitat òptica equivalent i fins que es van inventar els recobriments de correcció de fase el 1988, els prismàtics de prisma de Porro oferien òpticament una resolució i contrast superior als prismàtics de prisma de sostre sense correcció de fase.
A principis dels anys 2020, l'oferta comercial de dissenys de Schmidt-Pechan supera les ofertes de disseny d'Abbe-Koenig i s'havia convertit en el disseny òptic dominant en comparació amb altres dissenys de tipus prisma.
Els dissenys alternatius basats en prismes de sostre com el sistema de prismes Uppendahl compost per tres prismes cimentats entre si es van oferir i s'ofereixen comercialment a petita escala.
Un altre model de prisma erector fou el de Sprenger-Lehman.
Sistemes òptics comuns
El sistema òptic dels prismàtics moderns consta de tres conjunts òptics principals:
- Muntatge de lents objectius. Aquest és el conjunt de la lent a la part davantera dels prismàtics. Reuneix la llum de l'objecte i forma una imatge en el pla de la imatge.
- Muntatge de correcció d'orientació de la imatge. Aquest sol ser un conjunt de prismes que escurça el camí òptic. Sense això, la imatge s'invertiria i s'invertiria lateralment, cosa que és inconvenient per a l'usuari.
- Conjunt de lents de l'ocular. Aquest és el conjunt de la lent a prop dels ulls de l'usuari. La seva funció és ampliar la imatge.

Tot i que els diferents sistemes de prismes tenen avantatges i desavantatges induïts pel disseny òptic en comparació, a causa del progrés tecnològic en camps com els recobriments òptics, la fabricació de vidre òptic, etcètera, les diferències a principis dels anys 2020 en prismàtics d'alta qualitat pràcticament es van convertir en irrellevants. A preus d'alta qualitat, es pot aconseguir un rendiment òptic similar amb tots els sistemes òptics d'aplicació habitual. Això no era possible entre 20 i 30 anys abans, ja que els problemes i desavantatges òptics que es produeixen en aquell moment no es podrien mitigar tècnicament fins a la irrellevància pràctica. Actualment encara es poden observar diferències rellevants en el rendiment òptic en les categories de preus d'alta qualitat amb els prismàtics de tipus prisma de sostre perquè les mesures de mitigació de problemes tècnics ben executades i les estretes toleràncies de fabricació segueixen sent difícils i costoses.

#### Paràmetres òptics
Els binocles solen estar dissenyats per a aplicacions específiques. Aquests diferents dissenys requereixen determinats paràmetres òptics que es poden enumerar a la placa de coberta del prisma dels prismàtics. Aquests paràmetres són:

##### Augments
Donat com a primer número en una descripció binocular (per exemple, 7 × 35, 10 × 50), l'ampliació és la relació entre la distància focal de l'objectiu dividida per la distància focal de l'ocular. Això dona el poder d'augment dels prismàtics (de vegades expressat com a "diàmetres"). Un factor d'ampliació de 7, per exemple, produeix una imatge 7 vegades més gran que l'original vista des d'aquesta distància. La quantitat desitjable d'ampliació depèn de l'aplicació prevista, i en la majoria dels prismàtics és una característica permanent i no ajustable del dispositiu (els prismàtics amb zoom són l'excepció). Els prismàtics de mà solen tenir augments que van des de 7x fins a 10x, de manera que seran menys susceptibles als efectes de donar-se la mà. Un augment més gran condueix a un camp de visió més petit i pot requerir un trípode per a l'estabilitat de la imatge. Alguns prismàtics especialitzats per a astronomia o ús militar tenen augments que van des de 15× fins a 25×.

##### Diàmetre de l'objectiu
Donat com a segon nombre d'una descripció binocular (per exemple, 7× 35, 10× 50 ), el diàmetre de la lent de l'objectiu determina la resolució (nitidesa) i la quantitat de llum que es pot reunir per formar una imatge. Quan dos prismàtics diferents tenen la mateixa magnificació, la mateixa qualitat i produeixen una pupil·la de sortida prou igualada (vegeu més avall), el diàmetre de l'objectiu més gran produeix una imatge "més brillant"  i més nítida. Un 8×40, doncs, produirà una imatge "més brillant" i nítida que un 8×25, tot i que tots dos amplien la imatge vuit vegades idèntica. Les lents frontals més grans del 8×40 també produeixen feixos de llum més amples (pupil·la de sortida) que surten dels oculars. Això fa que sigui més còmode de veure amb un 8×40 que amb un 8×25. Un parell de prismàtics de 10 × 50 és millor que un parell de prismàtics de 8 × 40 per a l'augment, la nitidesa i el flux lluminós. El diàmetre objectiu sol expressar-se en mil·límetres. És habitual classificar els prismàtics per l' augment × el diàmetre de l'objectiu ; p. ex., 7×50 . Els prismàtics més petits poden tenir un diàmetre tan baix com 22 mm; 35 mm i 50 mm són diàmetres habituals per als prismàtics de camp; Els prismàtics astronòmics tenen diàmetres que van des dels 70 mm fins a 150 mm.

##### Camp de visió
El camp de visió d'un parell de prismàtics depèn del seu disseny òptic i, en general, és inversament proporcional a la potència d'augment. Normalment s'anota en un valor lineal, com ara quants peus (metres) d'amplada es veuran a 1.000 iardes (o 1.000 m), o en un valor angular de quants graus es poden veure.

##### Sortida de pupil·la

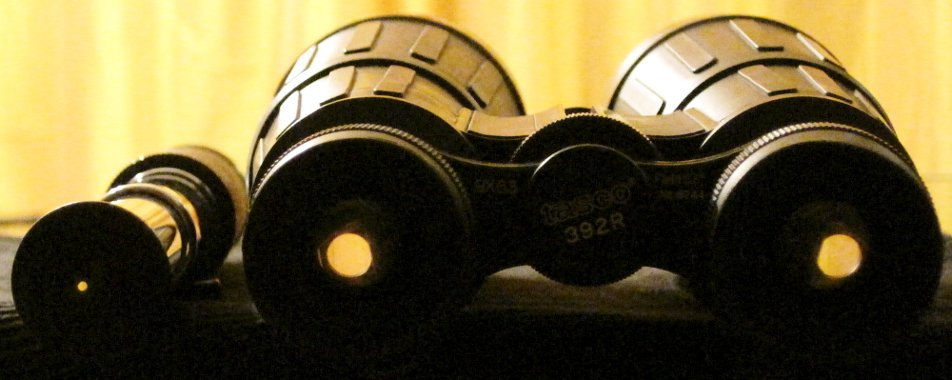
La petita pupil·la de sortida d'un telescopi de 25 × 30 i les grans pupil·les de sortida de 9 × 63 prismàtics adequats per al seu ús amb poca llum

Els binocles concentren la llum recollida per l'objectiu en un feix, del qual el seu diàmetre, la pupil·la de sortida, és el diàmetre de l'objectiu dividit per la potència d'augment. Per obtenir la màxima eficàcia de la recollida de llum i la imatge més brillant, i per maximitzar la nitidesa, la pupil·la de sortida hauria de ser almenys igual al diàmetre de la pupil·la de l'ull humà: uns 7 mm a la nit i uns 3 mm durant el dia, disminuint amb l'edat. Si el con de llum que surt dels prismàtics és més gran que la pupil·la a la qual està entrant, qualsevol llum més gran que la pupil·la es perd. Durant l'ús diürn, la pupil·la humana normalment es dilata uns 3 mm, que és sobre la pupil·la de sortida d'un binocular 7×21. Els prismàtics de 7×50 molt més grans produiran un (7.14 mm) con de llum més gran que la pupil·la on entra, i aquesta llum es desaprofitarà durant el dia. Una pupil·la de sortida massa petita també presentarà a l'observador una visió més tènue, ja que només s'utilitza una petita part de la superfície de recollida de llum de la retina. Per a aplicacions on s'han de portar equips (observació d'ocells, caça), els usuaris opten per binocles molt més petits (més lleugers) amb una pupil·la de sortida que coincideixi amb el diàmetre de l'iris previst, de manera que tindran la màxima resolució, però no suporten el pes de l'obertura desaprofitada.
Una pupil·la de sortida més gran fa que sigui més fàcil posar l'ull on pugui rebre la llum; qualsevol lloc del gran con de llum pupil·lar de sortida servirà. Aquesta facilitat de col·locació ajuda a evitar, sobretot en prismàtics de gran camp de visió, el vinyetatge, que aporta a l'espectador una imatge amb les seves vores enfosquides perquè la llum d'ells està parcialment bloquejada, i fa que la imatge es pugui trobar ràpidament, que és important quan s'observen ocells o caça que es mouen ràpidament, o per a una gent de mar a la coberta d'un vaixell de llançament o observant des d'un vehicle en moviment. Els prismàtics de la pupil·la de sortida estreta també poden ser fatigants perquè l'instrument s'ha de mantenir exactament al seu lloc davant dels ulls per proporcionar una imatge útil. Finalment, moltes persones fan servir els seus prismàtics a l'alba, al capvespre, en condicions ennuvolades o a la nit, quan les seves pupil·les són més grans. Per tant, l'alumne de sortida diürn no és un estàndard universalment desitjable. Per a la comoditat, la facilitat d'ús i la flexibilitat en les aplicacions, els prismàtics més grans amb pupil·les de sortida més grans són opcions satisfactòries encara que la seva capacitat no s'utilitzi completament durant el dia.

##### Factor crepuscular i brillantor relativa
Abans que innovacions com els recobriments antireflectants s'utilitzessin habitualment als prismàtics, el seu rendiment sovint s'expressava matemàticament. Avui en dia, la brillantor mesurable instrumentalment pràcticament assolible dels prismàtics es basa en una complexa barreja de factors com la qualitat del vidre òptic utilitzat i diversos recobriments òptics aplicats i no només l'augment i la mida de les lents de l'objectiu.
El factor crepuscular dels prismàtics es pot calcular multiplicant primer l'ampliació pel diàmetre de la lent de l'objectiu i després trobant l'arrel quadrada del resultat. Per exemple, el factor crepuscular dels prismàtics 7 × 50 és, per tant, l'arrel quadrada de 7 × 50: l'arrel quadrada de 350 = 18,71. Com més gran sigui el factor crepuscular, matemàticament, millor serà la resolució dels prismàtics quan s'observa en condicions de poca llum. Matemàticament, els prismàtics de 7×50 tenen exactament el mateix factor crepuscular que els de 70×5, però els prismàtics de 70×5 són inútils durant el crepuscle i també en condicions ben il·luminades, ja que només oferiran un 0,14. mm pupil·la de sortida. El factor crepuscular sense conèixer la pupil·la de sortida més decisiva que l'acompanya no permet una determinació pràctica de la capacitat de poca llum dels prismàtics. Idealment, la pupil·la de sortida hauria de ser almenys tan gran com el diàmetre de la pupil·la dels ulls adaptats a la foscor de l'usuari en circumstàncies sense llum aliena.
Un enfocament matemàtic principalment històric i més significatiu per indicar el nivell de claredat i brillantor dels prismàtics va ser la brillantor relativa. Es calcula quadrant el diàmetre de la pupil·la de sortida. A l'exemple de binoculars de 7 × 50 anterior, això significa que el seu índex de brillantor relativa és 51 (7,14 × 7,14 = 51). Com més gran sigui el nombre d'índex de brillantor relativa, matemàticament, millor s'adapten els prismàtics per a un ús amb poca llum.

##### Relleu ocular

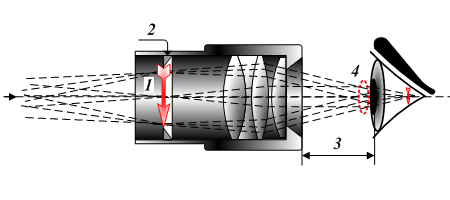
Secció indicant la pupil·la de sortida i el relleu ocular.

El relleu ocular és la distància des de la lent de l'ocular posterior fins a la pupil·la de sortida o punt ocular. És la distància que l'observador ha de situar el seu ull darrere de l'ocular per veure una imatge sense vinyeta. Com més llarga sigui la distància focal de l'ocular, més gran serà l'alleujament ocular potencial. Els prismàtics poden tenir un alleujament ocular que va des d'uns quants mil·límetres fins a 25 mm o més. L'alleujament ocular pot ser especialment important per als usuaris d'ulleres. L'ull d'un portador d'ulleres acostuma a estar més allunyat de l'ocular, cosa que requereix un relleu ocular més llarg per evitar vinyetes i, en els casos extrems, per conservar tot el camp de visió. Els binocles amb alleujament ocular curt també poden ser difícils d'utilitzar en casos en què és difícil mantenir-los ferms.
Els usuaris d'ulleres que tinguin la intenció de posar-se les ulleres quan utilitzin binocles haurien de buscar binocles amb un relleu ocular prou llarg perquè els seus ulls no estiguin darrere del punt d'enfocament (també anomenat punt ocular). En cas contrari, les seves ulleres ocuparan l'espai on haurien d'estar els seus ulls. En general, un relleu ocular de més de 16 mm hauria de ser adequat per a qualsevol portador d'ulleres. Tanmateix, si els marcs de les ulleres són més gruixuts i sobresurten tan significativament de la cara, s'ha de considerar un alleujament ocular superior a 17 mm. Els usuaris d'ulleres també haurien de buscar prismàtics amb oculars giratoris que idealment tinguin múltiples configuracions, de manera que es puguin retreure parcialment o totalment per ajustar l'alleujament ocular a les preferències ergonòmices individuals.

##### Distància d'enfocament proper
La distància d'enfocament proper és el punt més proper on el binocular pot enfocar. Aquesta distància varia d'uns 0.5 a 30 m (2 a 98 ft), depenent del disseny dels prismàtics. Si la distància d'enfocament propera és curta respecte a l'ampliació, el binocular també es pot utilitzar per veure detalls que no són visibles a ull nu.

##### Oculars
Un ocular normalment consisteix en tres o més elements de lent en dos o més grups. La lent més llunyana des de l'ull de l'espectador és anomenat la lent de camp o lent objectiva i que més proper a l'ull la lent d'ull o lent ocular. El més comú Kellner la configuració és que inventat en 1849 per Carl Kellner. En aquest arranjament, la lent d'ull és un plano-doble/ còncau doblet acromàtic convex (la part plana de l'anterior afrontant l'ull) i la lent de camp és un doble-singlet convex. Un revocat Kellner eyepiece va ser desenvolupat en 1975 i en ell la lent de camp és un doble còncau/ doble el doblet acromàtic convex i la lent d'ull són un singlet convex doble. L'inrevés Kellner proporciona 50% més relleu d'ull i treballa millor amb proporcions focals petites així com tenint un camp lleugerament més ample.
Els prismàtics de camp ample solen utilitzar algun tipus de configuració Erfle, patentada el 1921. Aquests tenen cinc o sis elements en tres grups. Els grups poden ser dos doblets acromàtics amb un singlet doble convex entre ells o poden ser tots doblets acromàtics. Aquests oculars solen no funcionar tan bé com els oculars Kellner a gran potència perquè pateixen astigmatisme i imatges fantasma. No obstant això, tenen lents oculars grans, un excel·lent alleujament ocular i són còmodes d'utilitzar amb potències més baixes.

##### Lent aplanadora de camp
Els prismàtics de gamma alta sovint incorporen una lent aplanadora de camp a l'ocular darrere de la seva configuració de prisma, dissenyada per millorar la nitidesa de la imatge i reduir la distorsió de la imatge a les regions exteriors del camp de visió.

## Accessoris
- corretges de coll i espatlles per portar
- Arnesos binoculars (de vegades combinats amb un estoig de camp integrat) per distribuir el pes de manera uniforme per a un transport prolongat
- maletes de camp/bosses laterals
- estoigs de viatge/emmagatzematge de binocles
- protectors de pluja per protegir les lents exteriors dels oculars
- Tapes de lents (lligats) per protegir les lents exteriors dels objectius
- kits de neteja per eliminar amb cura la brutícia de les lents i altres superfícies
- adaptadors de trípode

## Aplicacions

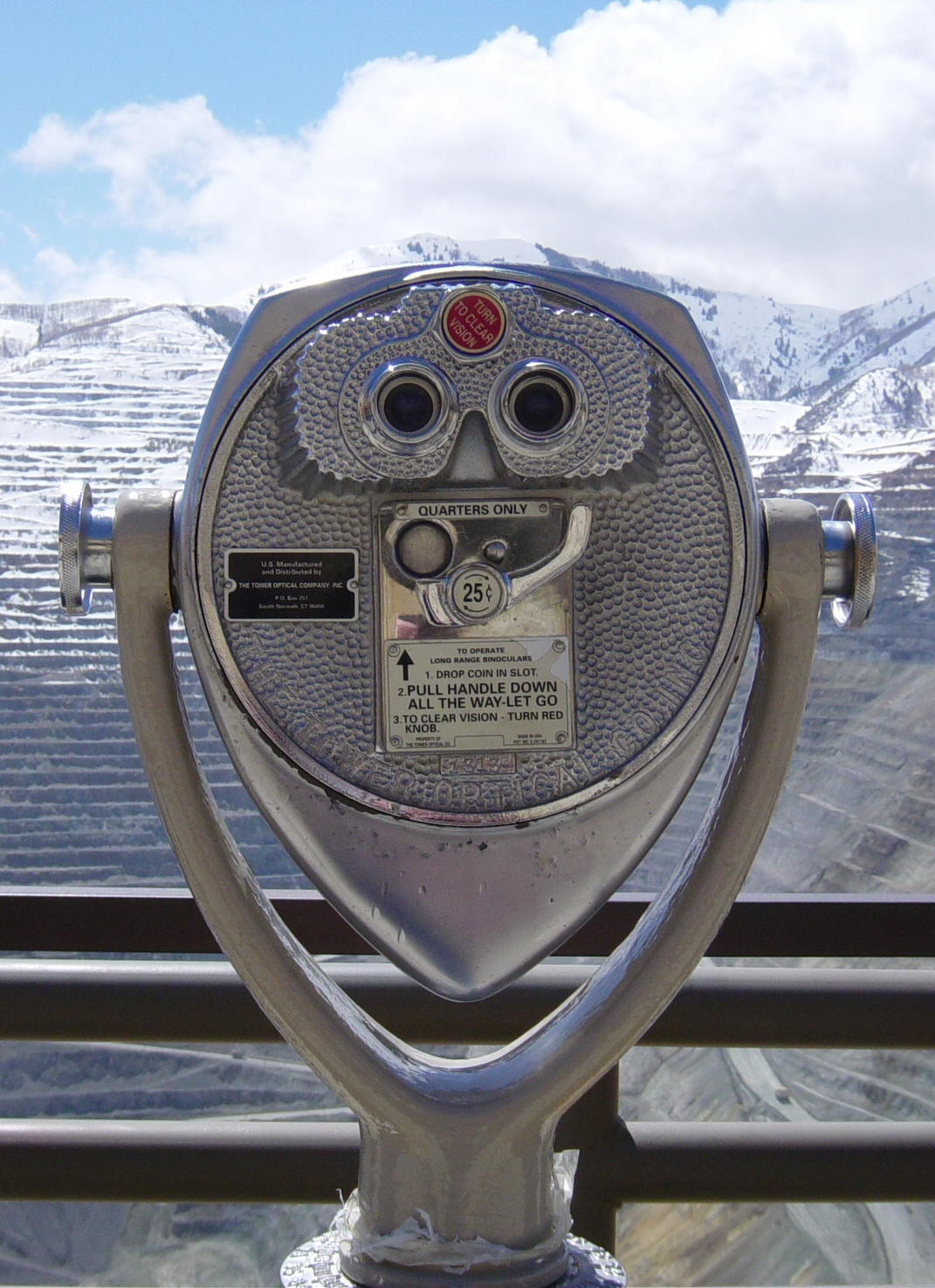
Binocular turístic que funciona amb monedes

### Ús general
Els prismàtics portàtils van des de petits lents d'òpera de 3X10, els mateixos que s'utilitzen en alguns espectacles esportius, fins a lents amb 7 a 12 mm de diàmetre que són utilitzats típicament a l'aire lliure. En molts llocs turístics s'han instal·lat binoculars muntats sobre un pedestal que funcionen amb monedes per permetre als visitants obtenir una vista més propera del paisatge visitat.
Els prismàtics de mà van des de petits 3 × 10 ulleres d'òpera galileana, utilitzades als teatres, a ulleres amb augments de 7 a 12 vegades i de 30 a 50 Objectius de mm de diàmetre per a ús exterior típic.
Els prismàtics compactes o de butxaca són petits prismàtics lleugers adequats per a ús diürn. La majoria dels prismàtics compactes presenten augments de 7x a 10x, i mides de diàmetre de l'objectiu d'uns 20 relativament modestos. mm fins a 25 mm, resultant en petites mides de la pupil·la de sortida que limiten la idoneïtat amb poca llum. Els dissenys de sostre acostumen a ser més estrets i compactes que els dissenys de prismes de Porro equivalents. Per tant, els prismàtics compactes són principalment dissenys de prismes de sostre. Els tubs del telescopi dels prismàtics compactes sovint es poden plegar entre si per reduir radicalment el volum dels prismàtics quan no s'utilitzen, per facilitar el transport i l'emmagatzematge.
Moltes atraccions turístiques han instal·lat visors de torres binoculars que funcionen amb monedes i muntats en pedestals per permetre als visitants una visió més propera de l'atracció.

### Estudis del territori i recollida de dades geogràfiques
Tot i que la tecnologia ha superat l'ús dels prismàtics per a la recollida de dades, històricament aquestes eren eines avançades utilitzades per geògrafs i altres geocientífics. Les ulleres de camp encara avui en dia poden proporcionar ajuda visual quan s'estudien grans àrees.

### Observació d'ocells
L'observació d'ocells és una afició molt popular entre els amants de la natura i els animals; un binocular és la seva eina més bàsica perquè la majoria dels ulls humans no poden resoldre els detalls suficients per apreciar i/o estudiar completament els ocells petits. Per poder veure bé els ocells en vol, és important que els objectes en moviment ràpid adquireixin capacitat i profunditat de camp. Normalment, s'utilitzen prismàtics amb un augment de 8× a 10×, tot i que molts fabricants produeixen models amb augment de 7× per a un camp de visió més ampli i una major profunditat de camp. L'altra consideració principal per als prismàtics d'observació d'aus és la mida de l'objectiu que recull la llum. Un objectiu més gran (per exemple, 40–45 mm) funciona millor amb poca llum i per veure el fullatge, però també fa que sigui un binocular més pesat que un objectiu de 30–35 mm. El pes pot no semblar una consideració principal a l'hora d'aixecar un parell de prismàtics, però l'observació d'ocells implica mantenir els prismàtics en un sol lloc. La comunitat d'observació d'ocells recomana comprar amb cura.

### Caça
Els caçadors solen utilitzar els binoculars en el camp per poder veure als animals que estan massa lluny per poder ser detectats a simple vista. S'utilitzen normalment binoculars 8X amb gran lluminositat i de gran abast, molt útils en condicions de poca llum.
Els caçadors solen utilitzar prismàtics al camp com una manera d'observar animals de caça llunyans. Els caçadors solen utilitzar uns prismàtics d'augment de 8 × amb objectius de 40 a 45 mm per poder trobar i observar caça en condicions de poca llum. Els fabricants europeus van produir i produir prismàtics de 7 × 42 amb un bon rendiment amb poca llum sense ser massa voluminosos per a un ús mòbil, com ara el transport/perseguiment estès i binocles molt més grans de 8 × 56 i 9 × 63 amb poca llum optimitzats òpticament per a un excel·lent rendiment amb poca llum per a més. caça estacionària al capvespre i a la nit. Per als prismàtics de caça optimitzats per a l'observació al crepuscle, es prefereixen els recobriments que maximitzin la transmissió de la llum en el rang de longitud d'ona al voltant de 460-540 nm.

### Càlcul de distàncies
Alguns prismàtics tenen un reticle de cerca (escala) superposat a la vista. Aquesta escala permet estimar la distància a l'objecte si l'alçada de l'objecte és coneguda (o estimable). Els prismàtics mariners comuns 7×50 tenen aquestes escales amb l'angle entre marques igual a 5 mil. Una mil equival a l'angle entre la part superior i inferior d'un objecte d'un metre d'alçada a una distància de 1000 metres.
Per tant, per estimar la distància a un objecte que té una alçada coneguda la fórmula és:
{\displaystyle D={\frac {OH}{\text{Mil}}}\times 1000}
ón:
- {\displaystyle D} és la distància a l'objecte en metres.
- {\displaystyle OH} és l' alçada coneguda de l'objecte .
- {\displaystyle {\text{Mil}}} és l'altura angular de l'objecte en nombre de mil .

Amb l'escala típica de 5 mil (cada marca és de 5 mil), un far que té 3 marques d'alçada i que se sap que fa 120 metres d'alçada està a 8000 metres de distància.
{\displaystyle 8000{\text{m}}={\frac {120{\text{m}}}{15{\text{mil}}}}\times 1000}

### Ús militar

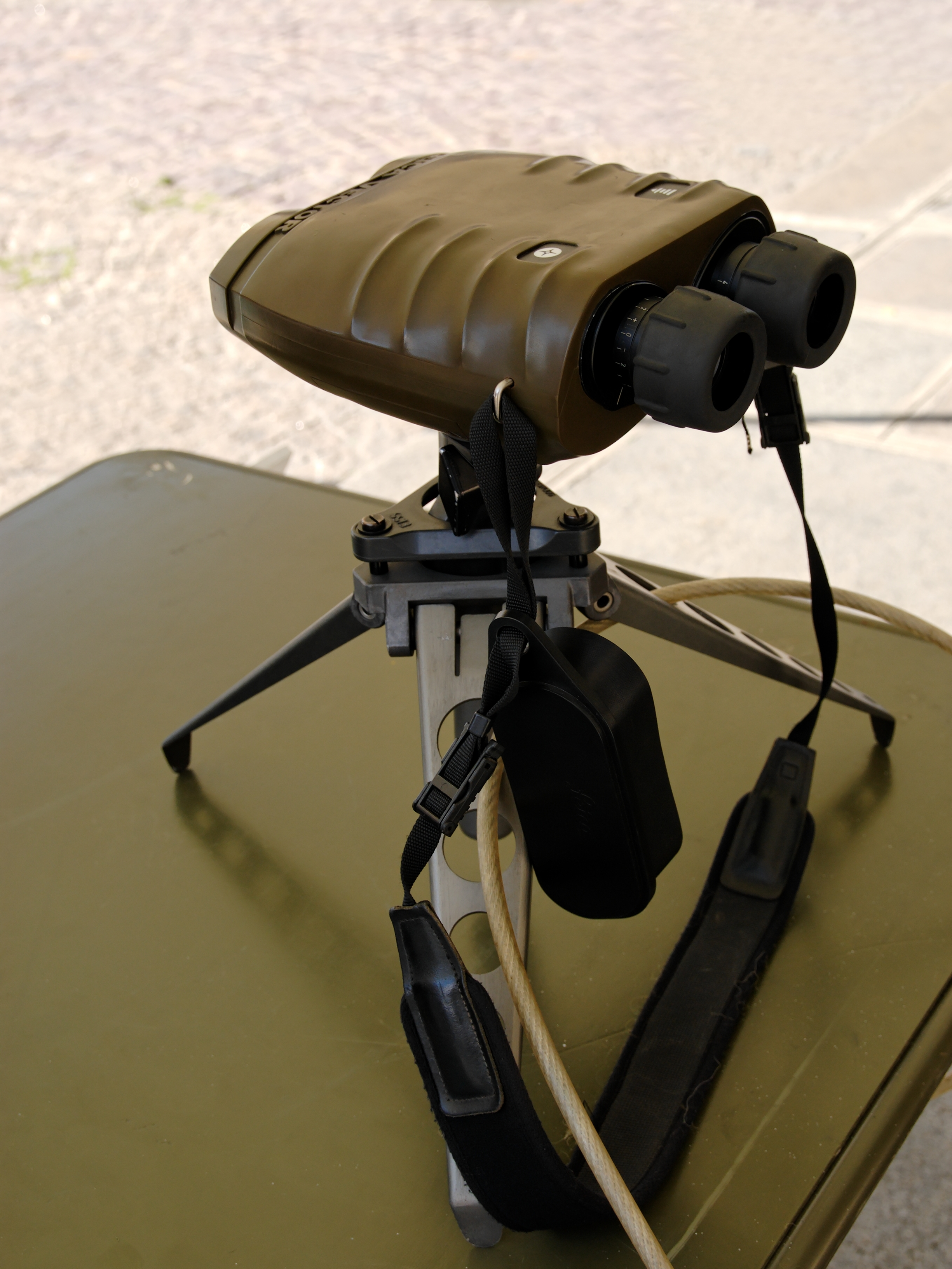
Els prismàtics del telèmetre làser de la sèrie vectorial 7 × 42 poden mesurar la distància i els angles i també inclouen una brúixola digital de 360° i filtres segurs per als ulls de classe 1

Els prismàtics tenen una llarga història d'ús militar. Els dissenys galileans van ser molt utilitzats fins a finals del segle XIX quan van donar pas als tipus de prismes porro. Els binocles construïts per a ús militar general solen ser més resistents que els seus homòlegs civils. En general eviten els arranjaments d'enfocament central fràgils a favor de l'enfocament independent, que també facilita la impermeabilització més eficaç. Els conjunts de prismes dels prismàtics militars poden tenir recobriments aluminitzats redundants als seus conjunts de prismes per garantir que no perdin les seves qualitats reflectants si es mullen.
Una de les variants s'anomenava "binoculars de trinxera", una combinació de prismàtics i periscopi, sovint utilitzat per a l'observació d'artilleria. Es projectava només uns centímetres per sobre del parapet, mantenint així el cap de l'espectador amb seguretat a la trinxera.
Els binocles militars també es poden utilitzar com a dispositius de mesura i punteria, i poden incloure filtres i retícules (il·luminades).
Els prismàtics militars de l'època de la Guerra Freda estaven equipats de vegades amb sensors passius que detectaven emissions IR actives, mentre que els moderns solen estar equipats amb filtres que bloquejaven els raigs làser utilitzats com a armes. A més, els prismàtics dissenyats per a ús militar poden incloure un reticle estadiamètric en un ocular per tal de facilitar l'estimació del rang. Els binocles moderns dissenyats per a ús militar també poden incloure telèmetres làser, brúixoles i interfícies d'intercanvi de dades per enviar mesures a altres dispositius perifèrics.
Telèmetres navals binoculars molt grans (fins a 15 metres de separació de les dues lents de l'objectiu, pes 10 tones, per a abastar objectius de canons navals de la Segona Guerra Mundial 25 km de distància), s'han utilitzat, tot i que la tecnologia de recerca de distància làser i radar de finals del segle xx va fer que aquesta aplicació fos majoritàriament redundant.

### Ús nàutic

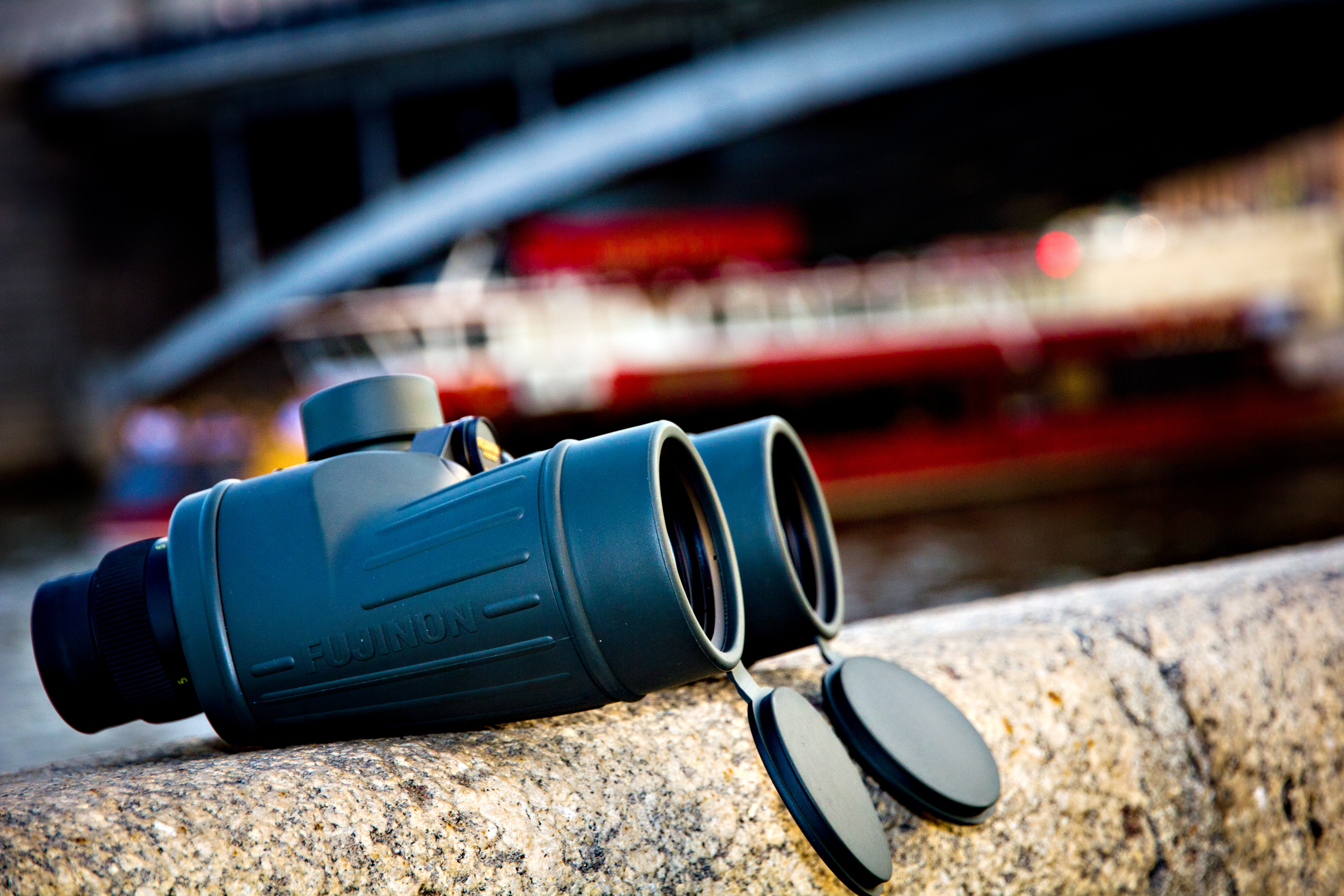
Prismàtics marins 7×50 amb brúixola

Hi ha prismàtics dissenyats específicament per a ús civil i militar en condicions ambientals dures al mar. Els models de mà tindran un augment de 5x a 8x, però amb conjunts de prismes molt grans combinats amb oculars dissenyats per donar un alleujament ocular generós. Aquesta combinació òptica evita que la imatge vinyeti o s'enfosqui quan els prismàtics s'estan inclinant i vibren en relació amb els ulls de l'espectador a causa del moviment d'un vaixell.

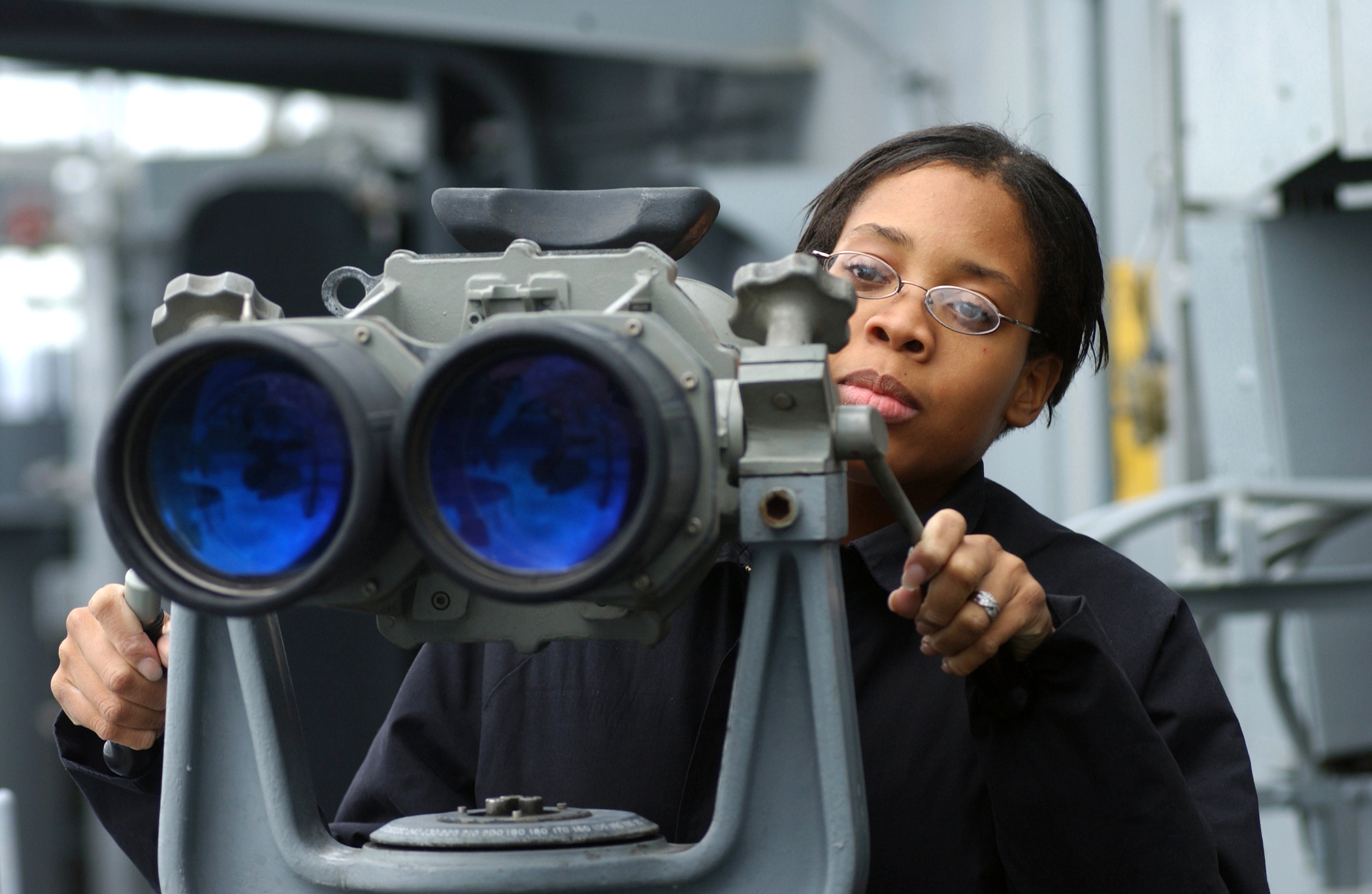
Prismàtics 20×120 del vaixell naval dels Estats Units 'Big Eyes' amb muntatge fix

Els prismàtics marins sovint contenen una o més funcions per ajudar a la navegació en vaixells
Els prismàtics marins de mà solen incloure:
- Interior segellat: les anelles O o altres segells eviten l'entrada d'aire i humitat.
- Interior farcit de nitrogen o argó: l'interior s'omple de gas "sec" per evitar l'enfosquiment/enfosquiment intern de les superfícies òptiques. Com que els fongs no poden créixer en presència d'una atmosfera inert o de gas noble, també impedeix la formació de fongs de la lent.
- Enfocament independent: aquest mètode ajuda a proporcionar un interior durador i segellat.
- Escala de retícula: una ajuda a la navegació que utilitza una línia d'horitzó i una escala vertical per mesurar la distància d'objectes d'amplada o alçada coneguda, de vegades una ajuda important per a la navegació.
- Brúixola: rumb de la brúixola projectada a la imatge. L'amortiment ajuda a llegir el rumb de la brúixola en un vaixell o vaixell en moviment.
- Corretja flotant: alguns prismàtics marins floten sobre l'aigua, per evitar que s'enfonsin. Els prismàtics marins que no suren de vegades es subministren o els proporciona l'usuari com a accessori del mercat secundari amb una corretja que funcionarà com a dispositiu de flotació.

Els mariners també consideren important un rendiment adequat de poca llum de la combinació òptica, explicant les nombroses ofertes de binocles marins de mà de 7 × 50 amb un gran 7,14 mm de pupil·la de sortida, que correspon a la mida mitjana de la pupil·la d'un ull humà jove i adaptat a la foscor en circumstàncies sense llum estranya.
Els vaixells civils i militars també poden utilitzar models de binoculars grans i d'alt augment amb grans objectius en muntatges fixos.

### Ús astronòmic

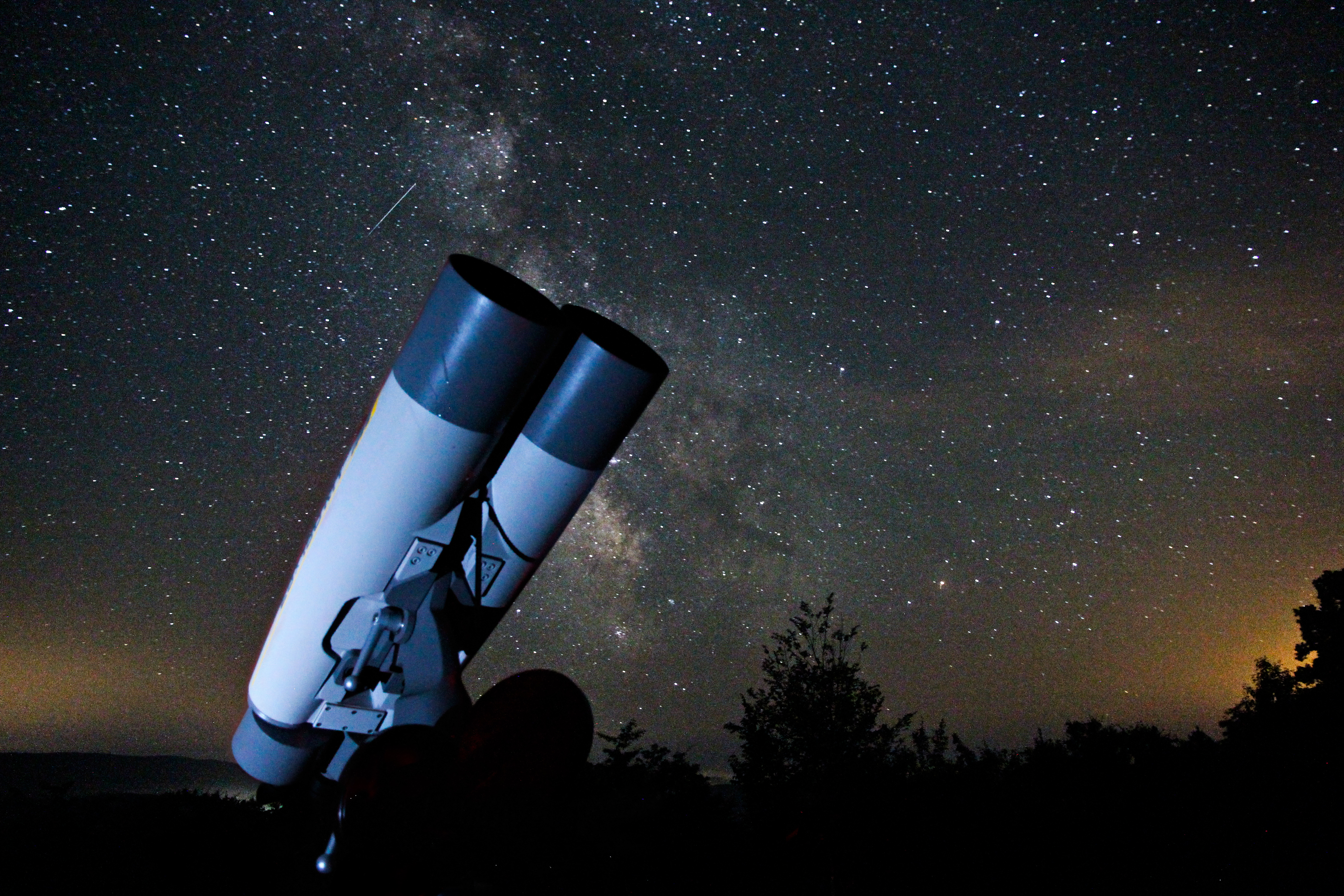
25 × 150 prismàtics adaptats per a ús astronòmic

Els binocles són àmpliament utilitzats pels astrònoms aficionats ; el seu ampli camp de visió els fa útils per a la recerca de cometes i supernoves (binocles gegants) i observació general (binocles portàtils). Els prismàtics orientats específicament a la visualització astronòmica tindran objectius d'obertura més gran (en els 70 mm o 80 mm) perquè el diàmetre de la lent de l'objectiu augmenta la quantitat total de llum captada i, per tant, determina l'estrella més feble que es pot observar. Prismàtics dissenyats específicament per a la visualització astronòmica (sovint 80 mm i més grans) de vegades es dissenyen sense prismes per tal de permetre la màxima transmissió de la llum. Aquests binocles també solen tenir oculars canviables per variar l'ampliació. Els prismàtics amb un gran augment i un gran pes solen requerir algun tipus de muntura per estabilitzar la imatge. Un augment de 10x es considera generalment el límit pràctic per a l'observació amb prismàtics de mà. Els prismàtics més potents que 15×70 requereixen algun tipus de suport. Els fabricants aficionats de telescopis han fet prismàtics molt més grans, utilitzant essencialment dos telescopis astronòmics refractors o reflectors.
De particular rellevància per a la visualització astronòmica i amb poca llum és la relació entre la potència d'augment i el diàmetre de la lent de l'objectiu. Un augment més baix facilita un camp de visió més gran que és útil per veure la Via Làctia i objectes nebulosos grans (anomenats objectes del cel profund) com les nebuloses i les galàxies. El gran (típic 7.14 mm utilitzant 7 × 50) pupil·la de sortida [objectiu (mm)/potència] d'aquests dispositius fa que una petita part de la llum acumulada no sigui utilitzable per persones les pupil·les dels quals no es dilaten prou. Per exemple, les pupil·les dels majors de 50 poques vegades es dilaten més de 5 mm d'ample. La gran pupil·la de sortida també recull més llum del cel de fons, disminuint efectivament el contrast, fent que la detecció d'objectes tènues sigui més difícil, excepte potser en llocs remots amb una contaminació lumínica insignificant. Molts objectes astronòmics de magnitud 8 o més brillants, com els cúmuls estel·lars, les nebuloses i les galàxies que figuren al Catàleg Messier, es poden veure fàcilment amb prismàtics de mà entre els 35 i els 40. mm, com es troben a moltes llars per observar ocells, caçar i veure esdeveniments esportius. Per a l'observació de cúmuls estel·lars més petits, nebuloses i galàxies, l'augment binocular és un factor important per a la visibilitat perquè aquests objectes semblen petits amb els augments binoculars típics.

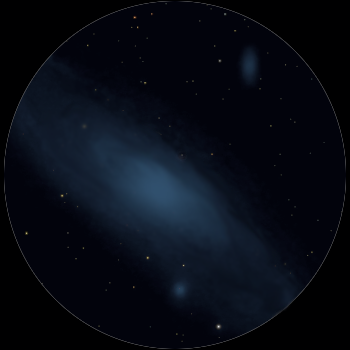
Una vista simulada de com apareixeria la galàxia d'Andròmeda (Messier 31) en un parell de prismàtics

Alguns cúmuls oberts, com el doble cúmul brillant (NGC 869 i NGC 884) a la constel·lació de Perseu, i els cúmuls globulars, com M13 a Hèrcules, són fàcils de detectar. Entre les nebuloses, també es poden veure fàcilment M17 a Sagitari i la nebulosa d'Amèrica del Nord (NGC 7000) a Cygnus. Els binoculars poden mostrar algunes de les estrelles binaries més dividides com Albireo a la constel·lació de Cygnus.
Una sèrie d'objectes del Sistema Solar que són gairebé completament invisibles per a l'ull humà són raonablement detectables amb prismàtics de mida mitjana, incloent cràters més grans a la Lluna ; els tèrbols planetes exteriors Urà i Neptú ; els "planetes menors" interiors Ceres, Vesta i Pal·les ; Tità, la lluna més gran de Saturn; i les llunes galileanes de Júpiter. Encara que són visibles sense ajuda en cels lliures de contaminació, Urà i Vesta requereixen binocles per a una detecció fàcil. Els prismàtics 10 × 50 es limiten a una magnitud aparent de +9,5 a +11 depenent de les condicions del cel i l'experiència de l'observador. Asteroides com Interamnia, Davida, Europa i, tret que en condicions excepcionals, Hygiea, són massa febles per veure's amb els prismàtics que es venen habitualment. De la mateixa manera, massa tènues per ser vistes amb la majoria dels prismàtics són les llunes planetàries, excepte les galileanes i Tità, i els planetes nans Plutó i Eris. Altres objectius binoculars difícils inclouen les fases de Venus i els anells de Saturn. Només els prismàtics amb un augment molt elevat, 20x o més, són capaços de discernir els anells de Saturn en una mesura reconeixible. De vegades, els prismàtics d'alta potència poden mostrar un o dos cinturons de núvols al disc de Júpiter, si l'òptica i les condicions d'observació són prou bones.
Els binocles també poden ajudar a l'observació d'objectes espacials creats per l'home, com ara detectar satèl·lits al cel mentre passen.

## Funcionament

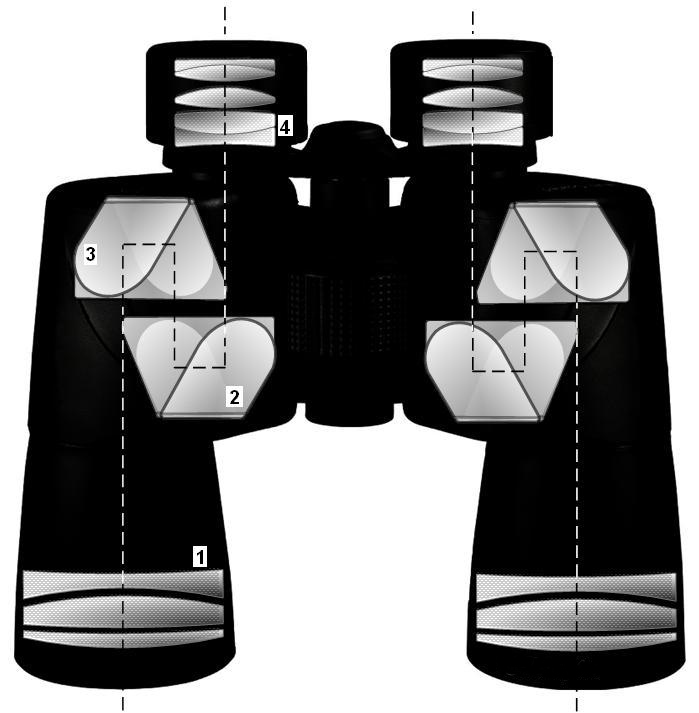
Binocles

L'ampliació s'assoleix quan la llum travessa cada sèrie de lents. Els prismes corregeixen la imatge col·locant-la en la posició correcta, per mitjà del principi de reflexió interna total, a diferència dels telescopis que la mostren invertida. Tradicionalment, la majoria dels models usen un parell de prismes porro. L'ocular de cada càmera no està alineat amb l'objectiu, i el prisma reflecteix la llum en forma de S cap a l'ocular.
Molts dels models permeten ajustar la distància entre els oculars per adaptar-se a la cara de diferents usuaris. També posseeixen una roda d'enfocament que es gira per enfocar la imatge. Generalment, l'ocular dret té un anell de correcció diòptrica, que es gira per aconseguir la diòptria diferent en l'ocular esquerre i millorar més l'enfocament de la imatge observada amb ambdós ulls.

## Classificació dels prismàtics
La classificació es basa en el nivell d'ampliació d'imatge i el diàmetre de l'objectiu, amidat en mil·límetres, s'indica amb dos nombres separats per una X. Per exemple, un parell de prismàtics de 12X50 tenen un nivell d'ampliació de 12X i un parell d'objectius de 50 mm de diàmetre.
Els prismàtics de menor abast són de 3X10 i s'usen en els teatres o els circs. Els de 7X50 i 10X50 són per a l'observació amateur casolana. Els de 12X50 fins a 20X50 són per a l'exploració.
També existeixen prismàtics de 20X80 o 20X140 i més grans, dissenyats per a ser utilitzats només amb trípodes degut al seu elevat pes i nº d'augments.
El nivell d'ampliació pràctic és fins a 10X. Els models sostenibles amb les mans són de fins a 20X. Els models superiors a aquest nivell són tan sensibles al moviment que quan se subjecten amb les mans, fins i tot fermament, transmeten tremolors a la imatge observada, provocats pels mínims moviments naturals de les mans. A causa d'això, aquests potents prismàtics han de sostenir-se amb trípodes ferms que absorbeixin la vibració de la mà. Malgrat això, existeixen models que se sostenen amb les mans que per a evitar els tremolors tenen un dispositiu estabilitzador d'imatge.

## Usos

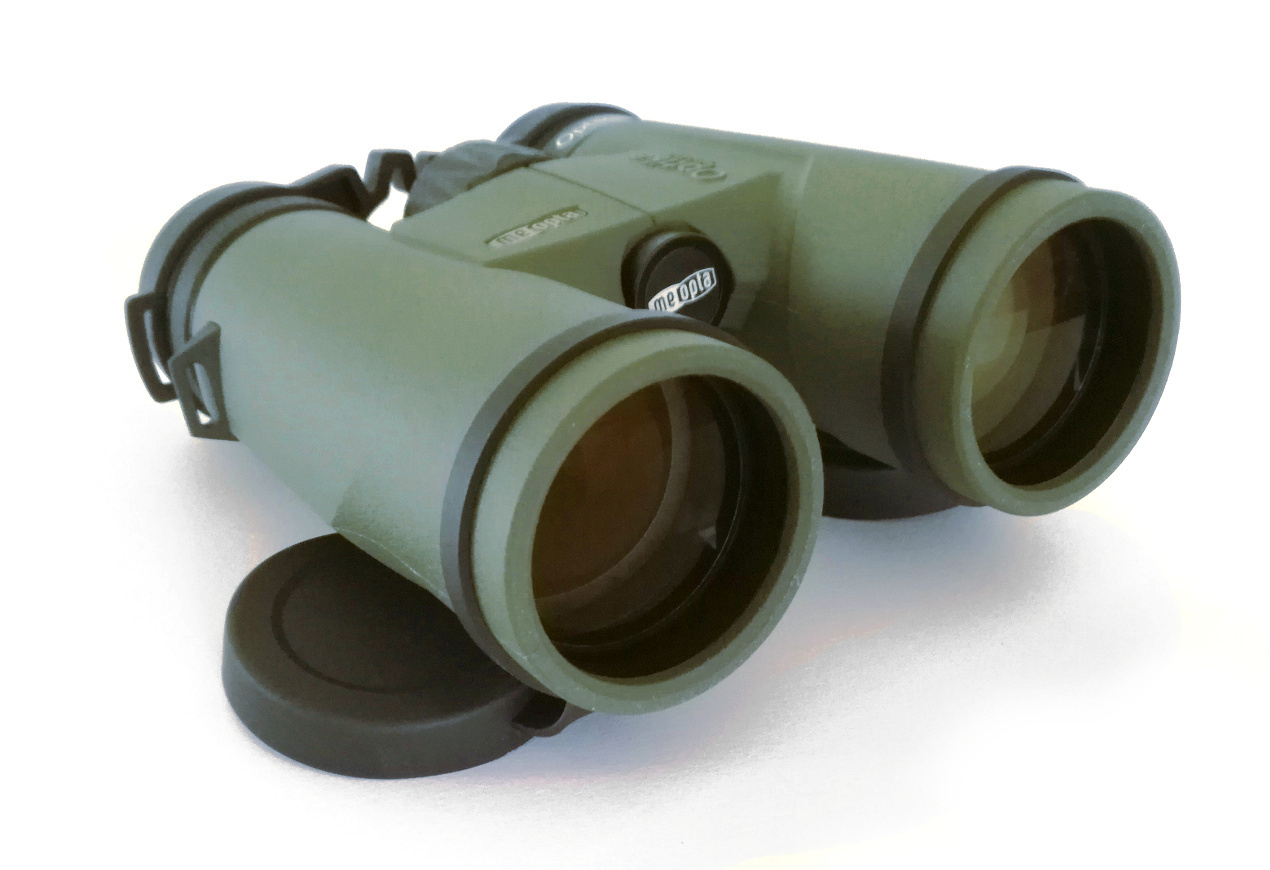
Prismàtics de prisma de sostre de 8 × 42 amb protector contra la pluja i tapes de lents obertes

De fet són dos telescopis refractors muntats un al costat de l'altre i alineats per apuntar en la mateixa direcció, permetent a l'espectador utilitzar els dos ulls (visió binocular) quan mira objectes llunyans. La majoria dels prismàtics tenen una mida per subjectar-se amb les dues mans, tot i que les mides varien molt des d'ulleres d'òpera fins a grans models militars muntats en pedestals.
A diferència d'un telescopi (monocular), els prismàtics ofereixen als usuaris una imatge tridimensional : cada ocular presenta una imatge lleugerament diferent a cadascun dels ulls de l'espectador i la paral·laxi permet que l'escorça visual generi una impressió de profunditat.

## Fabricants de prismàtics
Hi ha moltes empreses que fabriquen binocles, tant del passat com del present. Entre d'altres
- Barr i Stroud (Regne Unit): van vendre binocles comercialment i el principal proveïdor de la Royal Navy a la Segona Guerra Mundial. La nova gamma de binocles Barr & Stroud es fabriquen actualment a la Xina (novembre de 2011) i es distribueixen per Optical Vision Ltd.
- Bausch & Lomb (EUA): no fa binocles des de 1976, quan van llicenciar el seu nom a Bushnell, Inc., que fabricava binocles amb el nom de Bausch & Lomb fins que la llicència va expirar i no es va renovar el 2005.
- BELOMO (Belarús): es fabriquen models de prismes de porro i prismes de sostre.
- Bresser (Alemanya)
- Bushnell Corporation (EUA)
- Blaser (Alemanya)– prismàtics premium[70]
- Canon Inc (Japó) – Sèrie IS: variants porro
- Celestron (EUA).
- Docter Optics (Alemanya) – Sèrie Nobilem: prismes porro
- Fujinon (Japó) – Sèrie FMTSX, FMTSX-2, MTSX: porro
- IOR (Romania)
- Planta òptica i mecànica de Kazan (KOMZ) (Rússia): fabrica una varietat de models de prismes porro, venuts amb el nom comercial Baigish
- Kowa (Japó)
- Krasnogorsky Zavod (Rússia): tant models de prismes de porro com de prismes de sostre, models amb estabilitzadors òptics. La fàbrica forma part del grup Shvabe Holding
- Càmera Leica (Alemanya) - Noctivid, Ultravid, Duovid, Geovid, Trinovid: la majoria són prismes de sostre, amb alguns exemples de prismes porro de gamma alta
- Leupold & Stevens, Inc (EUA)
- Meade Instruments (EUA): Glacier (prisma de sostre), TravelView (porro), CaptureView (prisma de sostre plegable) i Astro Series (prisma de sostre). També es ven sota el nom de Coronado .
- Meopta (República Txeca) - Meostar B1 (prisma de sostre)
- Minox (Alemanya)
- Nikon (Japó) – Sèries EDG, High Grade, Monarch, RAII i Spotter: prisma de sostre; Sèries Prostar, Superior E, E i Action EX: porro; Sèrie Prostaff, sèrie Aculon
- Olympus Corporation (Japó)
- Pentax (Japó) – Sèrie DCFED/SP/XP: prisma de sostre; Sèrie UCF: porro invertit; Sèrie PCFV/WP/XCF: porro
- Sill Optics (Alemanya) – tant models de prismes de porro com de prismes de sostre[71]
- Steiner-Optik (en alemany) (Alemanya)[72]
- PRAKTICA (Regne Unit) per a l'observació d'ocells, visites turístiques, senderisme i càmping
- Swarovski Optik (Àustria)[73]
- Takahashi Seisakusho (Japó)
- Tasco (EUA)
- Vixen (telescopis) (Japó) – Apex/Apex Pro: prisma de sostre; Ultima: porro
- Vivitar (EUA)
- Vortex Optics (EUA)
- Zeiss (Alemanya) – FL, Victòria, Conquesta: prisma de sostre; 7×50 BGAT/T: porro, 15×60 BGA/T: porro, descatalogat